# Das Nilpferd in der Achterbahn
Das Nilpferd in der Achterbahn ist ein Brettspiel des deutschen Spieleautors Bertram Kaes aus dem Jahr 1988, das beim Otto Maier Verlag (Ravensburger) erschien. Das Party- und Kreativspiel für drei bis sechs Spieler ab zwölf Jahren dauert pro Runde etwa 60 Minuten. Es kam seit der Erstveröffentlichung in mehreren Neuauflagen und ab 2018 als Version zum 30-jährigen Jubiläum auch mit Regelerweiterungen auf den Markt, die von Heiner Wöhning erarbeitet wurden.
Bis 2023 wurden 1,5 Millionen Exemplare verkauft.

## Thema und Ausstattung
Das Nilpferd in der Achterbahn ist ein Partyspiel, bei dem die Mitspieler versuchen, mit ihren Nilpferdsteinen eine Achterbahn zu umrunden. Sie müssen dafür zahlreiche Begriffe als Scharade, mit Spielknete, gezeichnet, über Geräusche oder auf andere Weise kreativ darstellen und weitere Aufgaben erledigen, um vorwärts zu kommen. Gewinner ist das Team, das die Achterbahn zuerst umrundet hat.
Das Spielmaterial besteht in der Originalversion von 1988 neben einer Spieleanleitung aus:
- einem Spielplan mit der Achterbahn,
- 6 Spielfiguren in sechs Spielerfarben,
- einem sechsseitigen Figurenwürfel,
- 16 Aktionskarten,
- 115 Ereigniskarten in zwei Stufen,
- einem Figurenbeutel,
- einem Beutel mit Spielchips,
- einer Stange Spielknete und
- einer Sanduhr.

## Spielweise

### Spielvorbereitung
Vor dem Spiel wird das Spielbrett in der Tischmitte ausgelegt und jeder Mitspieler wählt eine Figur aus. Die Figuren werden auf das Start-/Zielfeld auf dem Spielplan gestellt. Die Aktions- und Ereigniskarten (getrennt nach I und II) werden gemischt und neben dem Spielplan als verdeckte Stapel abgelegt. Jeder Spieler bekommt zudem einen Spielchip und die Sanduhr wird bereitgestellt.

### Spielablauf
Beginnend mit einem Startspieler spielen die Spieler reihum. In ihrem Zug würfeln sie zuerst mit dem Figurenwürfel und ziehen die eigene Figur auf das nächste Feld mit diesem Symbol oder auf das nächste Aktionsfeld; zahlt er einen Chip, darf er bis zum übernächsten Feld mit dem Symbol vorrücken, wenn zwischen den Feldern kein Aktionsfeld liegt. Würfelt der Spieler einen Gipsfuß, setzt er eine Runde aus oder zahlt einen Chip, um zwei Felder vorwärts zu gehen. Würfelt er ein Nilpferd, geht er direkt bis zum nächsten farblich unterlegten Aktionsfeld. Landet ein Spieler entsprechend auf einem dieser Felder, muss er eine entsprechende Aktion durchführen:
- Mund: Der Spieler zieht eine Aktionskarte und denkt sich einen entsprechenden Begriff aus, den er seinen Mitspielern erklären muss, ohne den Begriff zu nennen. Wird der Begriff innerhalb von einer Minute erraten, darf der Spieler auf das Sofafeld hinter der Aktion vorrücken und der Spieler, der den Begriff erraten hat, bekommt einen Chip. Wird der Begriff nicht erraten, muss der Spieler eine Runde warten und eine neue Aufgabe starten, oder er kann sich mit zwei Chips „freikaufen“ und trotzdem weitergehen.
- Clownsgesicht: Analog zum Mund, nur diesmal muss der Spieler den Begriff pantomimisch darstellen.
- Knete: Analog zum Mund, nur diesmal muss der Spieler den Begriff mit Hilfe der Spielknete darstellen.
- Ohr: Analog zum Mund, nur diesmal muss der Spieler den Begriff durch typische Geräusche darstellen.
- Ausrufezeichen: Der Spieler zieht jeweils eine Ereigniskarte I und II und liest beide laut vor. Danach versucht er, die Aufgabe zu lösen. Gelingt ihm dies, geht er weiter auf das folgende Sofa, gelingt es ihm nicht (oder ist es unmöglich), muss er eine Runde warten und dann eine neue Aufgabe erfüllen oder sich mit 2 Chips freikaufen.
- Fragezeichen: Analog zum Ausrufezeichen, nur diesmal bekommt der Spieler einen zusätzlichen Chip als Belohnung, wenn er die Aufgabe löst oder darf weiter, auch wenn er die Aufgabe nicht lösen kann.

Befindet sich der Spieler auf dem Sofa vor den Glücksfeldern, auf denen die Symbole durch Kleeblätter umrandet sind, darf er im nächsten Zug so oft würfeln, wie er braucht, um auf das nächste Aktionsfeld zu kommen. Für jeden Zwischenstopp bekommt er dabei einen Chip.

### Spielende
Das Spiel endet, wenn ein Spieler die letzte Aufgabe mit dem Ausrufezeichen gelöst oder sich dort freigekauft hat und somit auf das Start-/Zielfeld der Achterbahn vorrückt. Dieser Spieler gewinnt das Spiel.

## Ausgaben und Rezeption
Das Spiel Das Nilpferd in der Achterbahn wurde von Bertram Kaes entwickelt und erschien 1988 in dem deutschen Otto Maier Verlag. Es wurde in den Folgejahren in mehrere Sprachen veröffentlicht, so erschien es bereits 1988 auf Schwedisch, 1990 auf Englisch, Finnisch und Französisch und 1991 auf Niederländisch. 1994 und 1998 veröffentlichte Ravensburger weitere deutsche Ausgaben des Spiels und 2018 erschien zum 30-jährigen Jubiläum der Erstausgabe eine überarbeitete Version des Spiels mit zusätzlichen Aufgaben und erweiterten Regeln.
1993 erschien zudem das eigenständige Spiel Ein Nilpferd kommt selten allein als Nachfolger und erweiterte Version des Spiels.

## Belege
1. ↑  Levin Schröder: So wurde dieser Ravensburger zum gefragten Spielentwickler am 24. Dezember 2023 auf schwaebische.de, abgerufen am 5. Dezember 2024
2. 1 2 3 4 5  Spieleanleitung Das Nilpferd in der Achterbahn (Seite nicht mehr abrufbar, festgestellt im November 2024. Suche in Webarchiven)  Info: Der Link wurde automatisch als defekt markiert. Bitte prüfe den Link gemäß Anleitung und entferne dann diesen Hinweis., Otto Maier Verlag 1988
3. ↑  Roller Coaster Hippo, Versionen bei BoardGameGeek. Abgerufen am 27. Juni 2021.
4. ↑  Spieleanleitung Das Nilpferd in der Achterbahn, Ravensburger Verlag 2018
5. ↑  Ein Nielpferd kommt selten allein bei BoardGameGeek. Abgerufen am 27. Juni 2021.